# All Fired Up (The Saturdays)
All Fired Up è un singolo del gruppo musicale pop britannico The Saturdays, pubblicato il 4 settembre 2011 dall'etichetta discografica Polydor Records come secondo estratto dall'album On Your Radar.
Il brano è stato scritto da Tim Deal, Brian Higgins, Matt Gray, Annie Yuill, Miranda Cooper, MNEK, Xenomania e Space Cowboy. Presenta al lato B il singolo Ladykiller.

## Tracce
CD singolo
1. All Fired Up – 3:15
2. All Fired Up (Music Video) – 3:23
3. All Fired Up (Behind The Scenes Video)